# Allan Michaelsen
Allan Michaelsen (Copenhague, 2 de noviembre de 1947-Copenhague, 2 de marzo de 2016) fue un entrenador y jugador de fútbol que jugaba en la demarcación de centrocampista. Jugó en varios equipos de Europa: Francia, Alemania y Suiza. Fue el padre del también futbolista Jan Michaelsen.

## Selección nacional
Jugó un total de ocho partidos con la selección de fútbol de Dinamarca. Hizo su debut el 15 de junio de 1969 en un partido de clasificación para la Copa Mundial de Fútbol de 1970. También disputó partidos del Campeonato nórdico de fútbol y un partido de clasificación para la Copa Mundial de Fútbol de 1974.

### Goles internacionales
| # | Fecha              | Estadio                               | Oponente | Gol | Resultado | Competición |
| - | ------------------ | ------------------------------------- | -------- | --- | --------- | ----------- |
| 1 | 1 de julio de 1969 | Energi Nord Arena, Aalborg, Dinamarca | Bermuda  | 4–0 | 6-0       | Amistoso    |

## Clubes

### Como futbolista
| Club                | País      | Año         | Partidos | Goles |
| ------------------- | --------- | ----------- | -------- | ----- |
| Boldklubben 1903    | Dinamarca | 1965 - 1969 |          |       |
| FC Nantes           | Francia   | 1969 - 1972 | 58       | 6     |
| FC Nantes II        | Francia   | 1972        | 27       | 9     |
| Eintracht Brunswick | Alemania  | 1972 - 1974 | 50       | 4     |
| FC Chiasso          | Suiza     | 1974 - 1979 |          |       |
| FC Svendborg        | Dinamarca | 1979 - 1982 |          |       |

### Como entrenador
| Club               | País      | Año         |
| ------------------ | --------- | ----------- |
| FC Svendborg       | Dinamarca | 1981 - 1982 |
| Næstved BK         | Dinamarca | 1982 - 1984 |
| Boldklubben 1909   | Dinamarca | 1984 - 1986 |
| Esbjerg fB         | Dinamarca | 1987 - 1988 |
| FC Svendborg       | Dinamarca | 1989 - 1992 |
| Boldklubben 1909   | Dinamarca | 1995 - 1998 |
| Vejle Boldklub     | Dinamarca | 1999 - 2000 |
| Akademisk Boldklub | Dinamarca | 2005 - 2006 |